# Tramwaje w Oranie
Tramwaje w Oranie (arab. ترامواي وهران) – system komunikacji tramwajowej w algierskim mieście Oran.

## Historia
Tramwaje w Oranie po raz pierwszy pojawiły się w 1898. Od początku były to tramwaje elektryczne o szerokości toru 1055 mm. Zlikwidowano je w 1955.
16 grudnia 2008 wmurowano kamień węgielny pod budowę zajezdni tramwajowej Sidi Maarouf. Wydarzenie to symbolizuje rozpoczęcie budowy linii tramwajowej o długości 17,7 km, szerokości toru 1435 mm. Linia ta połączyła Sidi Maarouf z uniwersytetem Es Sénia. Przystanki na linii mają długość 40 metrów i 3 szerokości.
Linię tramwajową w Oranie wybududowało konsorcjum Tramnour w składzie: Alstom Transport oraz hiszpańskiej firmy Isolux Corsan. Tramwaje dla Oranu wykonał Alstom. Wagony będą mogły pomieścić do 325 pasażerów. Szacowany koszt inwestycji wyniesie 39 mld dinarów algierskich. Otwarcie linii tramwajowej nastąpiło 1 maja 2013.